# Atães (Vila Verde)
Atães é uma povoação portuguesa do Município de Vila Verde que foi sede da extinta Freguesia de Atães, freguesia que tinha 2,98 km² de área e 659 habitantes (2011), e, por isso, uma densidade populacional de 221,1 hab/km².
A Freguesia de Atães foi extinta (agregada) em 2013, no âmbito de uma reforma administrativa nacional, para, em conjunto com as Freguesias de Covas, de Penascais, de Valões e de Codeceda, numa decisão atribulada e polémica, formar uma nova freguesia denominada União das Freguesias do Vade.

## População
| População da freguesia de Atães | População da freguesia de Atães | População da freguesia de Atães | População da freguesia de Atães | População da freguesia de Atães | População da freguesia de Atães | População da freguesia de Atães | População da freguesia de Atães | População da freguesia de Atães | População da freguesia de Atães | População da freguesia de Atães | População da freguesia de Atães | População da freguesia de Atães | População da freguesia de Atães | População da freguesia de Atães |
| ------------------------------- | ------------------------------- | ------------------------------- | ------------------------------- | ------------------------------- | ------------------------------- | ------------------------------- | ------------------------------- | ------------------------------- | ------------------------------- | ------------------------------- | ------------------------------- | ------------------------------- | ------------------------------- | ------------------------------- |
| 1864                            | 1878                            | 1890                            | 1900                            | 1911                            | 1920                            | 1930                            | 1940                            | 1950                            | 1960                            | 1970                            | 1981                            | 1991                            | 2001                            | 2011                            |
| 610                             | 650                             | 699                             | 658                             | 705                             | 687                             | 866                             | 886                             | 901                             | 895                             | 811                             | 794                             | 812                             | 616                             | 659                             |

## História
Atães pertenceu ao concelho de Pico de Regalados. Após a extinção deste, por decreto de 24 de Outubro de 1855, passou para o concelho (atual município) de Vila Verde. 
A antiga freguesia de Atães, é uma das 58 localidades que compunham o município de Vila Verde, distando da sede do município 6 km e de Braga, sede do distrito, 17 km.
É uma localidade essencialmente rural, de pequenas indústrias e prestação de serviços. É atravessada a meio pela Estrada Municipal e a Norte pela Estrada Nacional 101, que liga Braga a Monção, tendo 2 Paróquias: a de Portela do Vade, a Norte, e a de Atães, na parte sul.
Em tempos idos, a produção agrícola baseava-se nos cereais, na vinha e pecuária, práticas hoje um pouco abandonadas, aliás, como em toda a zona do Minho.
A antiga freguesia de Atães, como todas as localidades do Minho, tem paisagens lindíssimas, povo acolhedor e bons acessos, sendo por isso um local aconselhado a visitar em qualquer época do ano.

## Lugares
Lugares da freguesia de Atães: Albergaria, Atães, Coto, Eido de Fora, Lama, Outeiral, Paço, Penediscas, Pinheiro, Portela do Vade, Rival, Sepelos, Tomada e Trigal.

## Património
- Escola Básica do 1º Ciclo (situada no lugar da Portela do Vade)
- Quinta do Paço (situada no lugar do Paço).Consta que aqui se refugiou D,António Prior do Crato,aquando da sua fuga para o exilio em França.
- Miradouro da Portela (situado na Portela do Vade, com vistas para o vale do Vade e do Lima).
- Miradouro da Albergaria (situado no lugar de Albergaria, com vistas para o vale do Homem,Cávado,Gerês,Braga.Vila Verde,Amares, e fréguesias a sul.
- Igreja de S-João Evangelista e matriz de Atães
- Igreja de S.José de Portela do Vade.

## Festividades
- Santo Amaro (1.º Domingo após 15 de Janeiro)
- Cristo Rei (3.º Domingo de Novembro)
- São João Evangelista (26 e 27 de Dezembro) - Paróquia de Atães
- São José-Padroeiro (1.º Domingo após 19 de Março-Paróquia de Portela do Vade)
- Senhor dos Emigrantes (fim-de-semana após 17 de Agosto-Paróquia de Portela do Vade)